# Decio Carafa
Decio Carafa (Napoli, 1556 – Napoli, 23 gennaio 1626) è stato un cardinale e arcivescovo cattolico italiano.

## Biografia
La famiglia Carafa, di splendida nobiltà, aveva avuto prima di lui un papa e sette cardinali. Era figlio di Ottaviano Carafa, signore di Cerza Piccola, e Marzia Mormile. Fu educato dallo zio Mario Carafa, arcivescovo di Napoli. Dopo la morte dello zio si recò a Roma, dove iniziò la carriera ecclesiastica in curia, come referendario della Segnatura Apostolica, notaio, maestro e prelato domestico.
Ebbe poi incarichi diplomatici: per sei anni dal 1598 al 1604 fu collettore generale in Portogallo, poi con il titolo di arcivescovo di Damasco, concessogli il 17 maggio 1606 fu nunzio apostolico prima nelle Fiandre e dopo il 1607 in Spagna. Circa nel 1608 fu nominato arcivescovo di Durazzo, senza risiedervi, perché all'epoca Durazzo era una sede titolare, già vacante da mezzo secolo.
Nel concistoro del 17 agosto 1611 papa Paolo V lo creò cardinale. Tornò quindi dalla Spagna sul finire dell'anno e il 12 maggio 1612 ricevette il titolo di San Lorenzo in Panisperna, ma già il 18 giugno optò per il titolo dei Santi Giovanni e Paolo.
Il 7 gennaio 1613 fu eletto arcivescovo di Napoli, dove, secondo i dettami del Concilio di Trento celebrò tre sinodi nel 1619, nel 1622 e nel 1623.
Partecipò ai conclavi del 1621 e del 1623, che elessero papa Gregorio XV e papa Urbano VIII.
Morì a Napoli e fu sepolto nella cattedrale, nella tomba che aveva fatto erigere nel centro del coro.

## Genealogia episcopale e successione apostolica
La genealogia episcopale è:
- Vescovo Antonio Lauro
- Papa Sisto V
- Cardinale Mariano Pierbenedetti
- Cardinale Decio Carafa

La successione apostolica è:
- Patriarca Ascanio Gesualdo (1613)
- Vescovo Fabrizio Caracciolo Pisquizi (1619)